# Perambalur
Perambalur è una suddivisione dell'India, classificata come town panchayat, di 29.698 abitanti, capoluogo del distretto di Perambalur, nello stato federato del Tamil Nadu. In base al numero di abitanti la città rientra nella classe III (da 20.000 a 49.999 persone).

## Geografia fisica
La città è situata a 11° 13' 60 N e 78° 52' 60 E e ha un'altitudine di 142 m s.l.m..

## Società

### Evoluzione demografica
Al censimento del 2001 la popolazione di Perambalur assommava a 29.698 persone, delle quali 15.028 maschi e 14.670 femmine. I bambini di età inferiore o uguale ai sei anni assommavano a 2.876, dei quali 1.504 maschi e 1.372 femmine. Infine, coloro che erano in grado di saper almeno leggere e scrivere erano 23.040, dei quali 12.367 maschi e 10.673 femmine.